# 인명구조
인명구조(人命救助, 영어: lifesaving)는 구급술, 응급 처치를 하는 행위다. 바다 뿐만 아니라 강 · 호수 · 수영장 등 물가의 사고에 대한 구명 활동을 의미하는 것이 많지만, 인명구조는 원래 빙상과 산악 지역의 구조, 홍수 등의 재해 시 인명 구조 활동, 당뇨병 및 심장 발작, 고산병, 저체온증과 동상, 열사병, 충격 치료 등 응급 의료 활동도 포함한다. 인명구조를 하는 사람을 인명구조원이라고 한다.

## 같이 보기
- 인명구조원